# Коваленко Валентина Іванівна
Валенти́на Іва́нівна Ковале́нко (нар. 1 травня 1946, Йосипівка Магдалинівського району Дніпропетровської області) — українська співачка (сопрано), народна артистка України (1999).

## Життєпис
У 1974 році закінчила Московську консерваторію імені П. І. Чайковського (клас Н. Д. Шпіллер). З того ж року — солістка Дніпропетровського театру опери та балету, де виконує весь провідний репертуар сопрано. Була солісткою ансамблю «Козацькі шляхи», членом творчого об'єднання «Мистецька нива Валентин» Будинку мистецтв.
1978 року їй було надано почесне звання «Заслужена артистка України».
1999 року — отримала звання «Народна артистка України».
У рідному селі Йосипівка, де народилась Валентина Іванівна, земляки відкрили її музей.

## Партії
- Аїда, Леонора («Аїда» Дж. Верді)
- Ганна Главарі («Весела вдова» Ф. Легара)
- Гелена, Варвара («Богдан Хмельницький» К. Данькевича)
- Графиня Розіна («Весілля Фіґаро» В.-А. Моцарта)
- Джоконда («Джоконда» А. Понкієллі)
- Леонора, Джіовані («Трубадур» Дж. Верді)
- Ліза, Тетяна, Марія («Пікова дама», «Євгеній Онєгін», «Мазепа» П. Чайковського)
- Марґарита («Фауст» Ш. Ґуно)
- Одарка («Запорожець за Дунаєм» С. Гулака-Артемовського)
- Розалінда, Саффі («Кажан», «Циганський барон» Й. Штрауса)
- Сільва («Сільва», І. Кальмана)
- Тоска («Тоска», Дж. Пуччіні)
- Шура («Прапороносці» О. Білаша)
- Ярославна («Князь Ігор» О. Бородіна)